# Дивизијски генерал
Дивизијски генерал је други генералски војни чин у многим армијама света. Еквивалент овог ранга је чин генерал-мајора у Уједињеном Краљевству, Шпанији, САД, итд. Чин дивизијског генерала први пут је установљен у Француској у XVIII веку.
У Војсци Краљевине Југославије је постојао од 1923. до 1945. године. Уведен Законом о војсци и морнарици од 19. јула 1923. године. Према тадашњем правилнику о унапређењима генерала у чин дивизијског генерала могао је бити унапређен сваки бригадни генерал који поред општих услова, морао провести у свом чину најмање три године а такође је морао имати вишу школу Војне академије или страну школу у истом рангу. Такође је морао успешно командовати бригадом било ког рода најмање годину дана. У ваздухопловству је за овај чин било потребно да кандидат командује ваздухопловним бригадама. У морнарици Краљевине Југославије чин дивизијсог генерала одговарао је чину вицеадмирала. У стручним службама Југословенске војске додавани су називи родова или служби (интентатски, артиљеријско-технички, геодетски, инжињерски, инжињерско-технички, санитетски и судски) уз назив генерал а придев дивизијски је изостављан.
У данашњој комадној подели, обично одговара рангу чин генерал-мајора и ретко генерал-потпуковника. Етимолошки дивизијски генерал је командант дивизије у оквиру армије оружаних снага.

## Еполете Краљевине СХС/Југославије
|                                              |                                              |                                              |                                              |                                              |                                              |                                              |                                              |                                  |                                  |                                           |                                           |                                                                 |                                                                 |                                |                                |                            |                            |                            |                            |                            |                            |                            |                            |                                              |                                              |                                              |                                              |                                              |                                              |                                              |                                              |                                              |                                              |                                              |                                              |  |
| Генералштабни Дивизијски генерал (1923—1945) | Генералштабни Дивизијски генерал (1923—1945) | Генералштабни Дивизијски генерал (1923—1945) | Генералштабни Дивизијски генерал (1923—1945) | Генералштабни Дивизијски генерал (1923—1945) | Генералштабни Дивизијски генерал (1923—1945) | Генералштабни Дивизијски генерал (1923—1945) | Генералштабни Дивизијски генерал (1923—1945) | Интендантски генерал (1923—1945) | Интендантски генерал (1923—1945) | Артиљеријско-технички генерал (1923—1945) | Артиљеријско-технички генерал (1923—1945) | Геодетски, инжињерски и инжињерско-технички генерал (1923—1945) | Геодетски, инжињерски и инжињерско-технички генерал (1923—1945) | Санитетски генерал (1923—1945) | Санитетски генерал (1923—1945) | Судски генерал (1923—1945) | Судски генерал (1923—1945) | Судски генерал (1923—1945) | Судски генерал (1923—1945) | Судски генерал (1923—1945) | Судски генерал (1923—1945) | Судски генерал (1923—1945) | Судски генерал (1923—1945) | Ваздухопловни дивизијски генерал (1923—1937) | Ваздухопловни дивизијски генерал (1923—1937) | Ваздухопловни дивизијски генерал (1923—1937) | Ваздухопловни дивизијски генерал (1923—1937) | Ваздухопловни дивизијски генерал (1923—1937) | Ваздухопловни дивизијски генерал (1923—1937) | Ваздухопловни дивизијски генерал (1923—1937) | Ваздухопловни дивизијски генерал (1923—1937) | Ваздухопловни дивизијски генерал (1923—1937) | Ваздухопловни дивизијски генерал (1923—1937) | Ваздухопловни дивизијски генерал (1923—1937) | Ваздухопловни дивизијски генерал (1923—1937) |  |

## Еполете разних земаља
- Дивизијски генерал Боливије.
- Дивизијски генерал Бразила.
- Дивизијски генерал Италије.
- Дивизијски генерал Пољске.
- Дивизијски генерал Француске.
- Дивизијски генерал Француског Ваздухополвства.
- Дивизијски генерал Чилеа.
- Дивизијски генерал Швајцарске.
- Дивизијски генерал Шпанске армије.
- Дивизијски генерал Шпанског Ваздухополвства.